# Karel Bohuš Kober

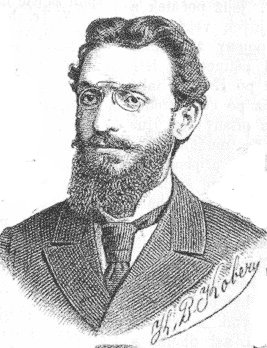
Karel Bohuš Kober (1887)

Karel Bohuš Kober (* 13. Dezember 1849 Tábor; † 2. Oktober 1890 Prag) war tschechischer Sportler und Schriftsteller.

## Leben
Er war Sohn eines der führenden tschechischen Verleger Ignác Leopold Kober, der die erste tschechische Enzyklopädie Riegrův slovník naučný herausgab. Er besuchte das akademische Gymnasium in Prag und das Hermann Bildungsinstitut in Wien. Als Vierzehnjähriger wurde er gemeinsam mit weiteren seiner Freunde wegen der Vorbereitung eines Attentats auf den Kaiser Franz Joseph I. zur fünfjährigen Gefängnisstrafe verurteilt.
Doch bereits nach einem Jahr (1865) erließ der Kaiser eine Amnestie. Nach seiner Rückkehr nach Prag, erkrankte sein Vater schwer und bereitete den Sohn auf die Übernahme des Verlages vor. 1866 starb sein Vater. Kober übernahm zwar den Betrieb, führte ihn aber schon in kurzer Zeit in die Insolvenz.

## Person
Kober war eher als Verleger und Sportler, weniger als Schriftsteller ein Begriff. In Prag gründete er einen Fechtverein sowie einen Ruderklub und engagierte sich im Turnverein Sokol. Daneben war er ein begeisterter Schachspieler und komponierte einige Schachaufgaben.

## Werke
Über den Sport schrieb er einige Broschüren. Die erste Broschüre, Einführung in Leibesübungen (Úvod do tělocviku) wurde bereits in seinem vierzehnten Lebensjahr veröffentlicht. Über Schach schrieb er die zur damaligen Zeit begehrten Bücher Handbuch des Schachspiels (Příruční hra šachovní) und Schachspiel (Hra v šachy).
Seine wenigen sonstigen literarischen Werke wurden zum Teil nicht einmal publiziert. Erwähnenswert wäre noch sein Buch, das er als Vierundzwanzigjähriger schrieb: Winterabende (Zimní večery). Ein interessanter Text mit Bildern der zwischenmenschlichen Beziehungen und der Armut, ausgewogen mit idyllischen Momenten und der parodistischen Beschreibung der Haustiere, die in den Familien lebten. Etwas umfangreicher war seine Novelle Zwei Sommer in Jánské Lázně (Dvě léta v Janských Lázních). Die Novelle repräsentiert die belletristische Prosa des Jahres 1883.
Aus der Erzählungssammlung Aus verschiedenen Kreisen (Z různých kruhů) erschien nur der erste Teil. Ein weiteres Buch Bilder (Obrazy) gab es nur als Manuskript und konnte wegen finanzieller Probleme des Verlages nicht publiziert werden.
Als Übersetzer beschäftigte er sich mit Werken von Hans Christian Andersen.